# 콘스탄티노폴리스

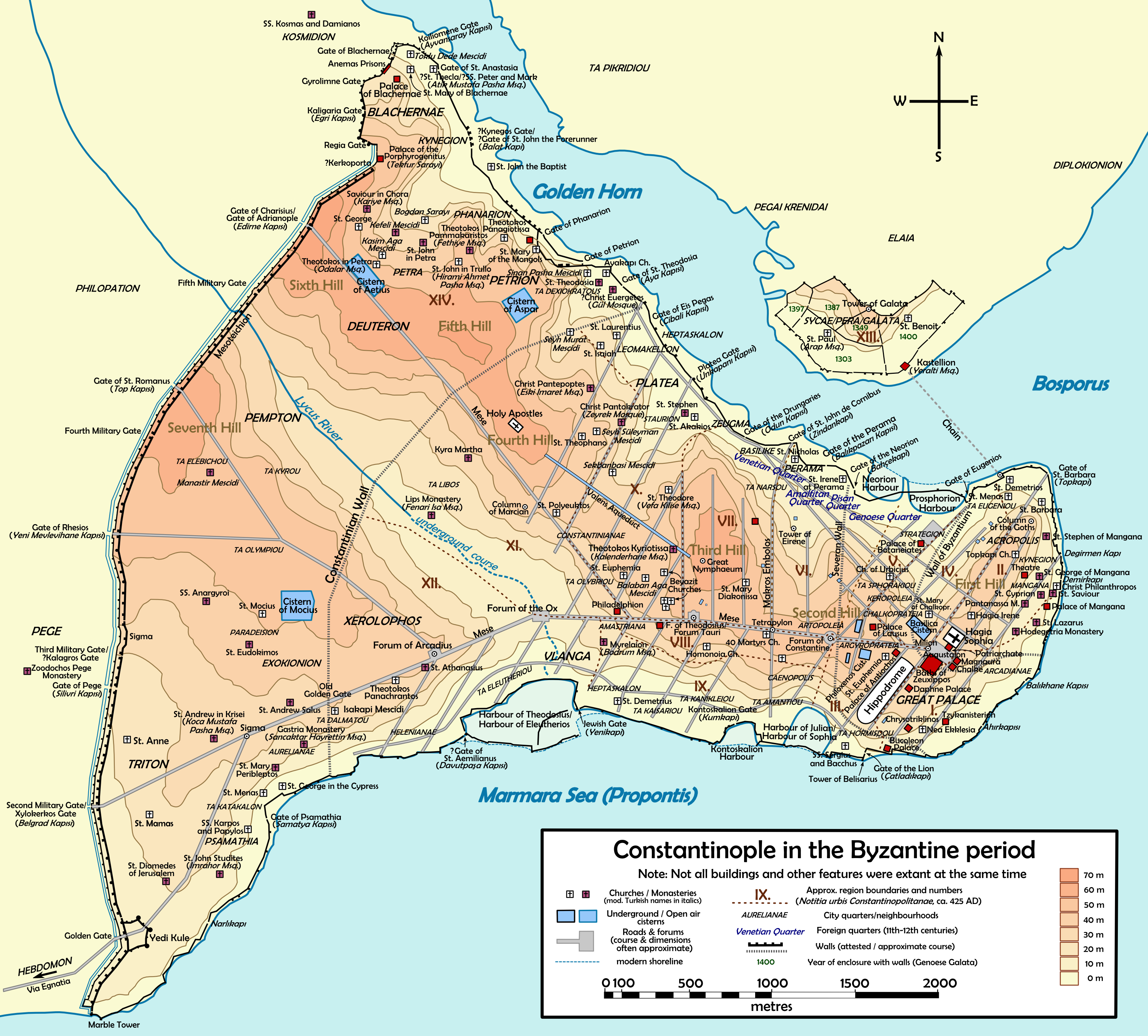
콘스탄티노폴리스의 지도

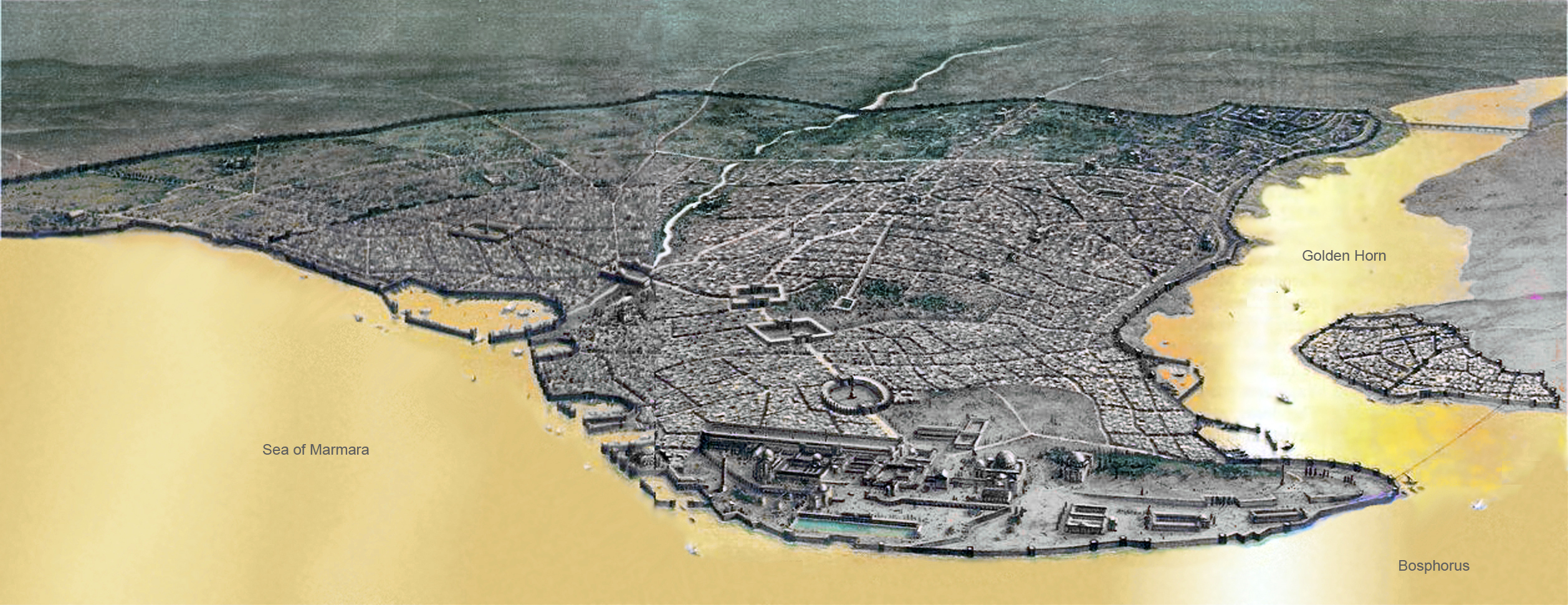
콘스탄티노폴리스 조감 복원 상상도(그래픽 재현)

콘스탄티노폴리스(라틴어: Constantinopolis, 그리스어: Κωνσταντινούπολις 콘스탄디누폴리스[*], 영어: Constantinople 콘스탄티노플[*], 오스만 튀르크어: قسطنطينيه 코스탄티니예)는 오늘날 튀르키예 이스탄불의 옛 이름으로, 과거 로마 제국, 라틴 제국, 그리고 오스만 제국의 수도다.
콘스탄티노폴리스는 330년에 로마 황제 콘스탄티누스 대제가 고대 그리스의 식민 도시였던 비잔티움(라틴어: Byzantium 비잔티움[*], 그리스어: Bυζαντιον 뷔잔티온, 비잔디온[*]) 땅에 세웠다. 이 땅은 예부터 아시아와 유럽을 잇는 동서 교역의 요충지로 천연의 항만인 금각만을 끼고 있었다. 도시 이름 콘스탄티노폴리스는 '콘스탄티누스의 도시'를 뜻한다.
395년 로마 제국이 동서로 분열되었다. 콘스탄티노폴리스에는 동로마 제국의 수도로서 새로운 로마 (Νέα Ῥώμη)이자 '제2의 로마'라는 의식이 뿌리내렸다. 동로마 제국 융성과 함께 콘스탄티노폴리스는 인구 30~40만 명을 헤아리는 기독교 세계 최대 도시로 번영을 누렸고, 동서 교역의 중심지로 '모든 도시의 여왕', '세계의 부(富) 3분의 2가 모인 곳'이라고 불렸으며, 또 고대 건축물을 보존한 대도시로 위용을 떨쳤을 뿐 아니라 정교회 수장인 콘스탄티노폴리스 총대주교가 있는 정교회의 중심지로 비잔틴 문화의 중심이었다. 도시 수호 성인(守護聖人)은 성모 마리아로 알려져 있다.
콘스탄티노폴리스는 강고한 성벽으로도 유명했다. 동로마 제국 오랜 역사를 통틀어 외부 적이 공격했지만, 번번이 실패하곤 했다. 그러나 1204년 제4차 십자군 공격을 받아 함락되었고, 이는 도시 쇠퇴를 더욱 가속화했다. 1453년 오스만 제국이 콘스탄티노폴리스를 함락시키고, 동로마 제국은 멸망했다. 이후 콘스탄티노폴리스는 오스만 제국 수도가 되었다 (다만 공식 명칭은 ‘이스탄불’로 바뀌는 1930년대까지 줄곧 콘스탄티노폴리스였으며 오스만의 술탄 또한 스스로 로마 황제라 칭했다).
현재에도 동방 정교회나 아르메니아 사도 교회는 콘스탄티노폴리스 총대주교를 이스탄불에 두고 있다. 동방 정교회 콘스탄티노폴리스 총대주교의 정식 칭호는 ‘새 로마 콘스탄티노폴리스 대주교 및 세계 총대주교’로, 이 도시에 붙은 ‘새 로마’라는 이름은 오늘날까지 남아 있다.

## 이름
한국에서는 흔히 영어 이름인 Constantinople을 그대로 읽어서 ‘콘스탄티노플’이라고 읽으며, 도시의 이름으로 널리 사용되고 있다. 고전 라틴어에서는 ‘콘스탄티노폴리스’(Constantinopolis), 고전 그리스어로는 ‘콘스탄디누폴리스’(Κωνσταντινούπολις)라고 읽었으며, 중세 그리스어 및 이를 계승한 현대 그리스어 문어에서도 이를 그대로 이어 읽었다. 현대 그리스어에서는 ‘콘스탄디누폴리’(Κωνσταντινούπολη)라고 읽고 있다. 1453년에 오스만 제국이 도시를 점령한 뒤, 현재의 ‘이스탄불’(İstanbul)이라는 터키어 이름보다는 ‘코스탄티니예’(قسطنطينيه)라고 불렀다.
동로마 자체적으로는 '도시들의 여왕(그리스어: Βασιλὶς τῶν πόλεων)', ‘새로운 로마(고전 라틴어: 노바 로마 Nova Roma, 고전 그리스어: 네아 로미 Νέα Ῥώμη)’, ‘그 도시(고전 그리스어: 이 폴리스 ἡ Πόλις)’ 등으로 불렸다. 외부에서는 러시아어 등 슬라브 계통의 사료 속에서 ‘차르그라드’(Царьград, 황제의 도시)라는 이름으로도 불렸고, 바이킹들은 고대 노르드어로 ‘미크라가르드’(Miklagarð, 위대한 도시)라고 불렸다. 한자로는 ‘황부’(皇府)에 해당하는 글자도 사용되었다.

### 도시 이름의 각국별 음차 표기
| 고전 그리스어 재건음 | 중세 그리스어 근현대 그리스 문어 | 현대 그리스어  | 고전 라틴어 재건음 |
| -------------------- | -------------------------------- | -------------- | ------------------ |
| 콘스탄티누폴리스     | 콘스탄디누폴리스                 | 콘스탄디누폴리 | 콘스탄티노폴리스   |
| 영어                 | 정교회(예배 때)                  | 러시아어       | 오스만어           |
| 콘스탄티노플         | 콘스탄티노폴리스                 | 콘스탄티노폴리 | 콘스탄티니예       |

## 역사

### 고대 말기의 번영(4세기~6세기)
콘스탄티노폴리스는 원래 고대 그리스의 식민 도시에 기원을 둔다. 그리스의 메가라 출신이었던 비자스(Byzas)가 창건했다고 하며, 초기 비잔티움이란 이름도 비자스의 이름에서 따왔다고 한다. 최소한 기원전 600년경에는 작은 촌락들이 발달했으며, 이미 고대로부터 아시아와 유럽 사이를 잇는 동서교역의 요충지로서, 또한 천연의 항구인 금각만을 끼고 있었다.
비잔티움 시대의 그리스인들은 콘스탄티노폴리스를 "이 폴리(i Poli, "도시")라 불렀는데 이는 비잔티움 제국이 존속했던 기간 대부분 콘스탄티노폴리스가 유럽 최대 도시였고 제국인들이 세계 중심이었기 때문이었다.
196년 셉티미우스 세베루스 로마 황제가 시리아 총독 페스켄니우스 니게르와 로마 제국을 놓고 내전을 벌였을 때, 비잔티움은 니게르 편에 서서 세베루스군에 저항했다. 당시 비잔티움은 천험의 지형, 다수의 함대, 프리스쿠스라는 이름의 기술자가 고안한 각종 기계 장치, 군사들과 백성들의 격렬한 저항으로 무려 3년간이나 농성했다. 도시가 함락된 후 비잔티움은 황제군 손에 철저히 파괴되었다가 몇 년 후 배로 확장되었다. 세베루스 황제의 보복 조치로 비잔티움은 페린투스(Perinthus)시의 일부로 격하된 후 세베루스 황제에 의해 메세 가도가 놓였다.
비잔티움은 디오클레티아누스 황제 퇴임 이후 내전에서 처음에는 막시미누스 다이아 황제의 지배를 받았다. 막시미누스 다이아는 리키니우스 황제가 콘스탄티누스 1세와 만나 밀라노 칙령을 선포하는 사이에 리키니우스의 영역으로 쳐들어갔으나, 도리어 신속하게 돌아온 리키니우스에게 반격당해 죽었다. 이때 리키니우스는 11일간 포위 공격해 비잔티움을 점령했다.

### 새로운 로마, 콘스탄티누스 대제의 도시

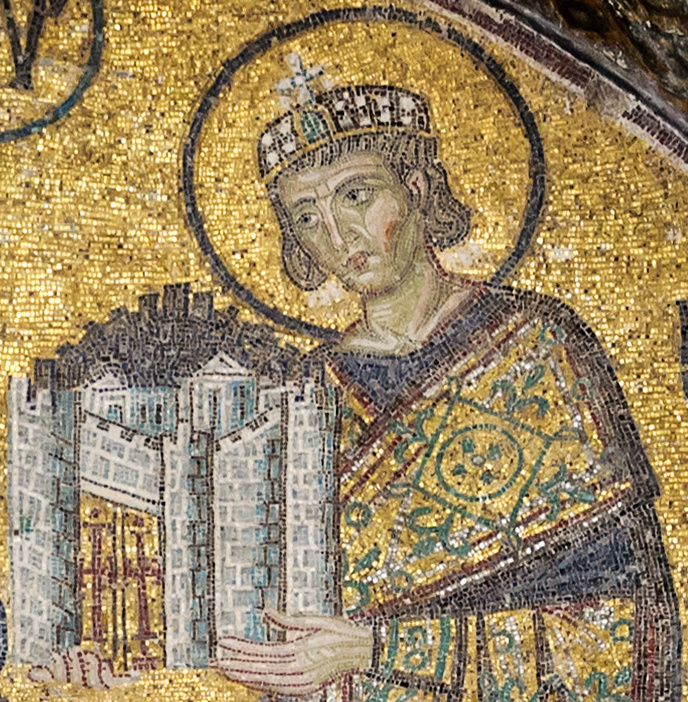
하기아 소피아의 천정 모자이크화에 그려진 콘스탄티누스 1세. 손에 든 것은 도시 콘스탄티노폴리스로 이를 정면의 성모자에게 봉헌하고 있는 모습으로 묘사되었다.

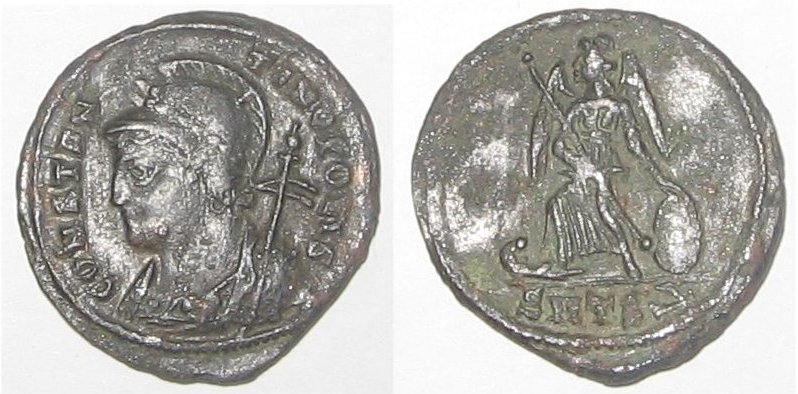
콘스탄티노폴리스에서 발굴된 콘스탄티누스의 얼굴을 새긴 기념 주화.

내전이 종결되어 가는 가운데 서방의 콘스탄티누스와 동방의 리키니우스만 남았다. 324년 로마 제국을 완벽히 통일하려 했던 콘스탄티누스는 리키니우스가 점령한 비잔티움을 공략했다.
처음에 리키니우스군이 잘 버텼으나 콘스탄티누스의 장남 크리스푸스가 수군을 이끌고 헬레스폰토스 해협으로 돌진하여 이틀간의 전투 끝에 배 130척과 병사 5,000명을 수장시킨 탓에 전세가 급격히 반전됐다. 바다를 장악해 보급을 원활히 받게 된 콘스탄티누스는 비잔티움을 결국 장악할 수 있었다.

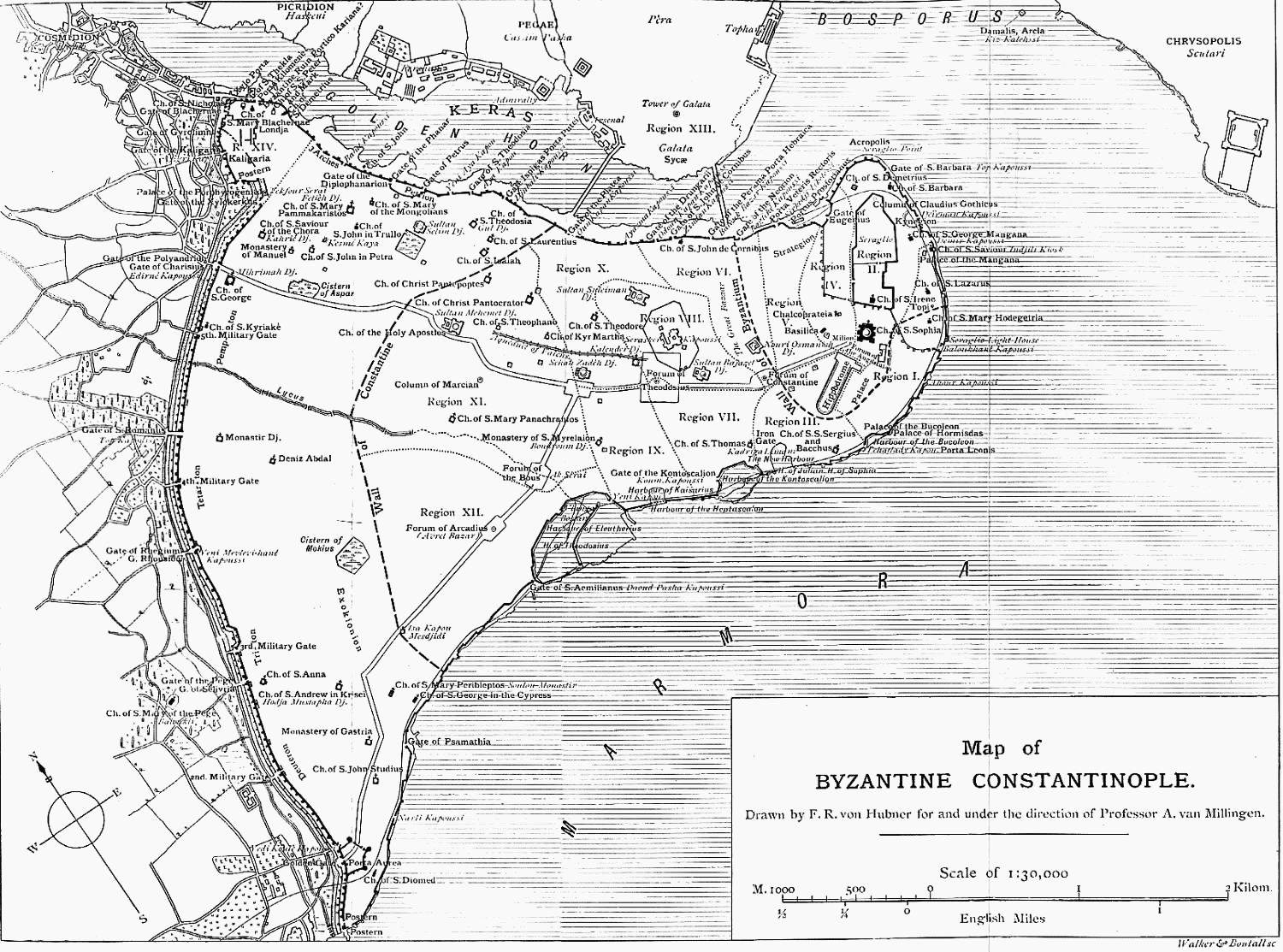
콘스탄티노폴리스의 지도

황제는 비잔티움 공략전을 통해 비잔티움이 몹시 가치 있는 군사상 요충지라는 사실을 체험할 수 있었다. 아시아와 유럽의 교차점으로 상업과 교역이 발달했고, 다뉴브 강과 흑해 너머의 이민족들, 동방에서 맹위를 떨치는 사산 제국의 공격에 신속하게 대응하기에도 알맞은 거점이었다. 당시 제국은 동방에서 위협이 커지는 상황이기도 했다.
324년에서 330년까지 6년 동안 비잔티움에 성벽을 세우고, 웅장한 궁전, 황제석으로 지어지고 청동 장식을 더한 원형 극장, 중앙에 티베리스강의 붉은 반암으로 만들어진 높은 원주 기둥이 있는 포룸, 아우구스테온 성당, 제욱시페라는 공중 목욕탕 등 여러 화려한 건축물들을 지어 옛 성곽과 연결하는 막대한 규모의 공사가 끝나고, 330년 5월 11일 월요일 수도를 로마에서 콘스탄티노폴리스로 옮기는 천도식(遷都式)을 거행했다.
도시 이름은 콘스탄티누스 1세의 이름을 따 콘스탄티노폴리스(콘스탄티누스의 도시)로 정했다고 알려져 있지만, 실제로 지정한 공식 명칭은 노바 로마(Nova Roma, 새로운 로마)였고 콘스탄티노폴리스는 별칭 내지 애칭이었다. 이제 로마 제국의 수도는 이미 이전 황제들부터 외면하던 로마시가 아니라 콘스탄티노폴리스였다.
콘스탄티노폴리스는 그 존재만으로도 지중해의 교역 상황을 바꿔 놓았고, 고대 그리스 시대에 교역으로 융성했던 발트해-흑해 무역로의 명성을 되찾아주었다. 콘스탄티누스는 자신의 이익을 위해 알렉산드리아에서 로마로 보급되는 밀의 수송로를 바꾸었다. 5세기 동지중해에서는 남쪽에서 들어오는 식료품, 북쪽에서 들어오는 목재와 광물, 동지중해의 주요 도시로부터 들어오는 공산품(특히 직물)이 상호 거래됐다. 여기에 극동 지방의 비단과 향료가 추가로 거래됐다. 사산 제국이 징수하는 통행세 때문에, 주요 교역로로 북쪽에서는 흑해를 통해 콘스탄티노폴리스에 이르는 항로와 남쪽에서는 홍해를 통해 알렉산드리아에 이르는 항로가 이용됐다. 이집트와 콘스탄티노폴리스 간의 정기 수송을 제외하면 해상 교역은 관례에 의거해 자유롭게 발전했다. 이러한 관례는 나중에 동로마 제국의 법 체계 내에서 '로도스법'으로 수정됐다. 해상 교역은 노미스마라는 금화를 통해 쉽게 이뤄졌다.
콘스탄티노폴리스는 새로운 수도의 건설이라는 요구에 맞추어 주요 건축물은 로마 시의 일곱 언덕을 본뜬 일곱 언덕에 배치되었다. 도심 중앙의 콘스탄티누스 광장을 기점으로 도로망도 정비됐다. 콘스탄티노폴리스는 바다로 둘러싸여 담수를 얻기 힘들었기에 식수 확보를 위해 광장 지하에 거대한 저수조를 만들었다.
375년 도심과 서북쪽 베오그라드 숲에 있는 수원을 잇는 발렌스 수도교가 건설되었다. 높이 약 20미터, 길이 1km가량의 이 다리는 19세기까지 약 1400년 동안 사용되었다.
치세 대부분을 콘스탄티노폴리스에서 보낸 최초의 로마 황제는 테오도시우스 1세(재위 379년~395년)였다. 테오도시우스는 본격적으로 이 도시를 정비했다. 성벽과 항만을 건설하고, 성벽에 황금 문을 만들었다. 380년 황제는 기독교를 로마의 국교로 공인했다. 381년 ‘콘스탄티노폴리스 공의회’는 ‘삼위일체설’을 정통으로 인정했다. 테오도시우스 1세의 사후, 로마 제국은 동서로 나누어졌고, 콘스탄티노폴리스는 동로마 제국의 수도가 되었다.
410년 로마가 서고트인 손에 약탈당할 때, 동쪽 국경에는 훈족이 도나우강 북쪽에 다다라 있었다. 413년 테오도시우스 2세는 방위 체제를 강화하고자 테오도시우스 성벽을 건설하여 완성했다. “병영 도시를 건설하는 데 천재적 능력을 발휘했던 로마인들은 콘스탄티노폴리스를 세 겹의 성벽으로 둘러싸 1000년 동안 난공불락의 요새로 만들었다.” 이후 로마가 급속히 쇠퇴한 것과 달리, 콘스탄티노플의 인구는 계속 불어났다. 4세기에 약 20만 명이던 인구는 5세기에 50만 명에 달했다. 시내에는 황제의 궁전, 아야 소피아 등의 교회, 공중 목욕탕이나 극장 같은 공공시설이 많이 건설되었다.
476년 서로마 제국의 멸망으로 서로마 황제가 공석이 되었다. 서로마 제국 최후의 황제 네포스가 사망한 480년 이후 동로마 제국 사람들 사이에는 “콘스탄티노폴리스는 제2의 로마” 또는 “제2의 수도”라는 의식이 싹터 있었다. 따라서 서로마 제국이 망했다고 로마 제국 전체가 망한 것은 아니다. 로마는 콘스탄티노폴리스의 동로마 제국에 여전히 살아 숨쉬고 있었다. 신성로마제국이 생겨나고 11세기에 서방 교회와 동방 정교가 나뉘는 대분열 때까지 이탈리아 반도 내부는 물론이고 로마 지역에 정착한 게르만족의 지배자들도 동로마제국의 황제가 자신들의 우두머리임을 의심치 않았다.
6세기 유스티니아누스 1세 치하에서는 매년 5월 11일 수도 탄생 기념 축제가 제국의 주요 기념일로 성대하게 치러졌고, “콘스탄티노폴리스에 새로운 로마를 건설한다.”라는 의식이 정착했다. 이 시기에 동로마 제국은 처음으로 융성을 맞이했고, 콘스탄티노폴리스는 크리스트교 최대의 도시이자 전 세계적 대도시로 번영을 누렸다.
532년 유스티니아누스 황제는 발렌스 수도교를 통해 끌어온 물을 담을 거대한 지하 수조를 만들기 시작했다. 높이 8m의 기둥을 4m 간격으로 배치해서 가로 143m, 세로 65m, 넓이 9,800m²에 달하는 이 수조를 건설하는 데 노예 7,000명이 동원됐다. 이곳에 물 8만 톤을 저장할 수 있었다. 수압에 견딜 만큼 두꺼운 외벽을 세우고, 석회를 이용해 방수층을 만드는 기술도 적용됐다. 대리석 기둥에는 아름다운 주두 장식을 두고, 천정은 4면으로 나누어 리브 볼트(ribbed vault)로 구성했다. 터키인들은 이곳을 ‘예레바탄 사라이(지하 궁전)’이라고 부른다. 이곳에 저장된 물은 콘스탄티노폴리스 시민들의 식수와 생활 용수로 쓰이고, 목욕탕과 정원에 공급되었다.
유스티니아누스 1세는 시민들에게 빵을 무료로 지급했고, 경마장에서는 전차 경주가 연일 열렸으며, 시민들은 경기에 열광했다. 고대 로마의 ‘빵과 서커스’라는 단어가 이 시대까지 유지되고 있었던 것이다.

### 암흑시대로부터 재흥까지
유스티니아누스 1세 사후, 동로마 제국은 급속히 쇠퇴했고 영토도 줄었다. 7세기에는 제국의 강역이 점점 그리스 문화권으로 힌정되면서 , 콘스탄티노폴리스는 그리스어를 공용어로 사용하게 되었다. 사산 제국과 이슬람 제국에 시리아, 이집트 등의 곡창 지대를 빼앗긴 후, 이라클리오스 황제는 어쩔 수 없이 콘스탄티노폴리스 시민에게 지급하던 빵을 폐지했다. 그러나 카르타고 지방 총독의 아들로 태어나 무적 함대를 이용해 황위에 오른 그는 반격에 나섰고, 626년에는 페르시아-아바르족 연합군에서 콘스탄티노폴리스를 해방시키고 전쟁을 완벽하게 승리로 이끈 후 지중해 지역의 제해권을 유지하는 데 성공했다.
674년부터 678년까지 콘스탄티노폴리스는 이슬람 해군에 의해 해마다 포위되었는데, 이 무렵에 비밀 병기인 그리스의 불을 이용하여 이슬람 해군을 격퇴하는 데 성공했다. 그러나 잇따른 전란으로 시민 수가 줄어들고, 수도나 공중 목욕탕 같은 공공시설도 버려져 시내는 텅 비다시피 하고 말았다.
8세기에 들어서자, 유럽 각국에 영향력이 있는 로마 교회와 콘스탄티노폴리스교회가 교리 해석을 둘러싸고 충돌했고, 결국 11세기 로마 가톨릭 교회와 콘스탄티노폴리스 정교회가 완전히 갈라설 때까지 두 교회는 대립과 화해를 거듭했다.
717년부터 718년 사이에 다시 이슬람 제국의 대규모 원정군이 콘스탄티노폴리스를 포위했다. 황제 레오 3세가 이슬람군을 무찌르고, 차츰 동로마 제국도 국력을 회복해서 콘스탄티노폴리스에도 다시 활기가 돌기 시작했다. 766년에는 인구 증가에 수반해 수도가 다시 복구됐고, 콘스탄티노폴리스는 전차 경주에 열광하던 고대의 시민 대신 견직물, 귀금속 공예 등의 기술자나 동서 교역에 종사하는 상인들이 사는 상공업 도시로서 소생했다.

### 황금시대(9세기~11세기)
동로마 제국이 지중해 동부의 대제국으로 부활한 9세기의 일이다. 콘스탄티노폴리스에는 궁전, 교회, 수도원 등이 여럿 세워지고, 고아원이나 병원 같은 자선 시설도 세워졌다. 고대 그리스 문화의 부활과 이에 수반한 비잔틴 문화의 진흥도 이어졌다(마케도니아 조朝 르네상스).
콘스탄티노폴리스는 지중해 동부의 정치・경제・문화・종교의 거점으로, 또한 러시아・불가리아・이슬람 제국・이탈리아・이집트 등 각지로부터 상인들이 방문하는 교역 도시로 번영을 누렸다. 10세기 말부터 11세기 초 제국의 전성기에는 인구 30만～40만에 달하는 대도시가 되었고, 전성기에는 아시아와 유럽을 잇는 관문 도시로, 교외까지 포함하면 인구가 100만 명 이상 인구가 거주했다. 11세기 콘스탄티노폴리스를 방문한 프랑스의 순례자는, 유럽에서 최대 도시 10개를 합쳐도 이 도시만큼 인구가 많지 않다고 찬사를 보냈다.
11세기 후반, 동로마 제국은 셀주크 투르크의 공격으로 약체화되고, 콘스탄티노폴리스의 번영도 잠시 쇠퇴했다. 그러나 11세기 말부터 12세기까지 콤니노스 왕조 시대에 제국은 다시 강국의 지위를 회복했고, 콘스탄티노폴리스도 국제 교역 도시로서 번영을 되찾았다. 정교회 문화 역시 절정에 올라서 아야 소피아 등에는 화려한 성화(이콘) 등 그 흔적이 선명히 남아 있다.

### 제국의 함락과 황폐화(12세기~13세기)
11세기 이후 십자군 원정을 계기로 이탈리아의 도시 국가들이 지중해 동쪽으로 세력을 넓혀 갔다. 특히 베네치아 공화국과 제노바 상인들이 지중해의 운항과 통상을 주도하면서 콘스탄티노폴리스를 중심으로 한 동로마 제국의 제해권과 무역 이권을 위협했다.
1204년 4월 13일 제4차 십자군 침공 때 콘스탄티노폴리스는 베네치아 공화국을 비롯한 서유럽 라틴인에게 함락됐다. 과거 이슬람과 불가르족 등 여러 이민족의 침입을 받았어도 천혜의 자연 조건 덕분에 한 번도 정복된 적이 없던 도시였다. 그러나 라틴인은 상대적으로 성벽이 낮았던 바다 방면에서 공격하여 콘스탄티노폴리스를 함락했다.
십자군 병사들은 콘스탄티노폴리스에서 온갖 폭행과 학살과 약탈을 저질렀다. 이들은 현재의 벨기에와 프랑스 북부를 다스리던 플랑드르 백작 보두앵 6세 드 에노를 황제로 내세워 콘스탄티노폴리스를 수도로 하는 라틴 제국을 건국했다. 그러나 존립 기반이 약한 데다 베네치아의 해군력과 경제력에 의존했다. 57년 만인 1261년 7월, 동로마 제국의 망명 정권인 니케아 제국을 이끌던 미카엘 8세는 수비병이 부재 중인 틈을 노려 콘스탄티노플을 탈환했다.
그사이 콘스탄티노폴리스에 있던 미술품과 보물은 식량비 등으로 거의 베네치아로 옮겨졌고, 장려했던 궁전과 교회 등은 폐허로 변했다. 콘스탄티노폴리스 인구는 50년 만에 47,000명으로 줄었고, 교역권도 베네치아나 제노바 같은 이탈리아 도시에 장악되어 예전 같은 부를 누릴 수 없었다. 다만, 문화적 번영은 계속되었다. 고대 그리스 문화의 연구가 이루어지고, 비잔틴 문화의 중심이라는 지위는 유지했다. 비잔틴 문화의 번영은 당시 황실의 성이었던 팔라올로고스를 따서 ‘팔라올로고스 르네상스’로 불렸으며, 이는 서구 르네상스에 큰 영향을 주었다.

### 종언(14세기~15세기)
콘스탄티노폴리스는 1453년 5월 29일(현재의 그레고리우스력으로는 6월 7일) 오스만 제국에 넘어갔다. 오스만 제국의 술탄 메흐메트 2세는 육해군 13만 이상과 우르반의 거포라는 신무기를 동원해 이 도시를 압박했다. 동로마군은 외국 용병과 함께 싸울 수 있는 일반 시민 모두를 합쳐도 고작 7,000여 명밖에 안 됐다. 그러나 마지막 황제 콘스탄티노스 11세의 지휘 아래 있는 안간힘을 다해 약 50여 일간 항전했다.
메메트 2세가 쳐들어오자, 동로마 제국은 폭이 약 800m에 이르는 보스포루스 해협의 금각만에 굵은 쇠사슬을 쳐서 적함이 침입할 수 있도록 봉쇄했다. 그러자 메메트 2세는 오스만 제국군에게 함정 72척을 육로로 옮기라는 명령을 내렸다. 이들은 대규모 함대를 끌고 해발 60m 갈라타 언덕을 넘어서 해협으로 들어가서 바다로부터 콘스탄티노폴리스를 공격했다. 시민들은 너무나 열심히 싸웠으나 끝내 압도적 병력과 무기 차이를 극복할 수는 없었다.
메흐메트 2세는 콘스탄티노폴리스를 수도로 삼고, 1457년부터 코스탄티니예로 개칭했다. 오스만 제국은 많은 교회를 모스크로 고쳤다. 그 와중에 아야 소피아에 있던 그리스도상 모자이크화는 회반죽으로 덧칠했다. 다만 정교회 총대주교 자리는 계속해서 시내에 두었고, 17세기 이후에야 구시가지 북부의 성요르고스성당으로 옮기도록 했다. 오스만 제국 시대에도 그리스어 이름인 콘스탄티노폴리스와 튀르키예어 이름인 이스탄불이 모두 사용되었고, 서구에서는 여전히 콘스탄티노폴리스란 이름이 사용되었다. 터키인들 역시 이스탄불이라는 명칭보다 콘스탄티노폴리스의 터키식 이름인 콘스탄티니예를 선호했다. 이스탄불은 1930년에 와서야 도시의 공식 명칭이 되었다. 제1차 세계 대전이 끝난 직후 그리스가 이 도시의 연고권을 주장하면서 강제 접수하려 했으나 무스타파 케말(케말 아타튀르크, 훗날 터키공화국 초대 대통령)이 막아냈다. 1923년 터키 공화국이 건국되면서 수도는 이스탄불에서 앙카라로 옮겨졌다.

## 같이 보기
- 금각만
- 성 소피아 대성당
- 보스포루스 해협
- 콘스탄티누스 대제
- 블루 모스크